# لزنیوت
لزنیوت (به انگلیسی: Lesnewth) یک روستا و محله مدنی در بریتانیا است که در کورنوال واقع شده‌است. لزنیوت ۶۰ نفر جمعیت دارد.